# アシェット・コレクションズ・ジャパン
アシェット・コレクションズ・ジャパンは、フランスのラガルデールグループの構成企業で、分冊百科事業を担う。
欧州・カナダ・中南米・南アフリカ・豪州・ニュージーランドで事業を展開しており、日本では2003年にアシェット・コレクションズ・ジャパンが設立された。

## 発行タイトル
- 週刊 タイタニック
(2003年7月9日創刊 全100号)
- パズルコレクション
(2005年9月14日創刊 隔週刊 全125号)
- 国産名車コレクション
(2006年2月1日創刊 隔週刊)
- 甦る 古の時計 郷愁の懐中時計コレクション
(2006年9月6日創刊 隔週刊)
- アーサーが教える 体のふしぎ
(2007年2月28日創刊 全80号)
- フェラーリコレクション
(2007年9月12日創刊 隔週刊)
- まんがの達人
(2008年2月6日創刊 隔週刊 全130号)
- 日産名車コレクション
(2008年10月15日創刊 隔週刊)
- ジェームス・ボンド公式DVDコレクション
　(2009年3月4日創刊 隔週刊 全22号)
- 戦艦ビスマルク
(2009年7月29日創刊週刊/ 全140号)
- 日本陸海軍機大百科
(2009年10月7日創刊/ 全200号)
- 週刊 ビッグモンスタートラック
(2010年3月10日・3月17日合併号創刊/全90号)
- 週刊 日本の魚釣り
(2010年10月6日・13日合併号創刊/全230号)
- リサとガスパール テーブルウェアコレクション
(2011年2月2日創刊/全100号)
- 奥さまは魔女 公式DVDコレクション
(2011年1月12日創刊/全48巻)
- 公式フェラーリF1コレクション
- パイレーツ・オブ・カリビアン
- かぎ針あみ
- 水彩画レッスン
- 占いの世界
- 趣味のカリグラフィーレッスン
- 棒針あみ
- ミステリー・ゾーン DVDコレクション
- 日本の貨物列車
- 体のふしぎ 改訂版
- ニット＆クロシェ
- 世界の貨幣コレクション
(2013年1月23日創刊/全660号予定)
- F−14 Tomcat
- ディズニー・トレインをつくる
- 週刊 NISSANスカイライン2000GT-R KPGC10ハコスカ
- 週刊陸上自衛隊10式戦車をつくる
- クロスステッチ
- 週刊ラ フェラーリをつくる
- 週刊伊四〇〇
- チャップリン公式DVDコレクション
- 週刊スバル インプレッサをつくる
- 航空自衛隊 F-4EJ改をつくる！
- ZARD CD＆DVD COLLECTION
- Tyrrell P34をつくる
- 週刊 世界の切手
(2014年9月17日創刊/全260号)
- 国産鉄道コレクション
(2014年2月12日創刊/全240号予定)
- リラックスアロマテラピー
- 太平洋戦争の記憶
- 宇宙の神秘
- 古の時計 改訂版
- ディズニーツムツム 編みぐるみコレクション
- 国産名車コレクション スペシャルスケール1/24
(2016年8月30日創刊/全180号予定)
- ふだん使いのかわいいかぎ針編み
- 立体パズルと思考ゲーム パズルコレクション
- 日本の貨幣コレクション
(2017年9月13日創刊/全280号予定)
- ウイリスMBジープ®をつくる
- ディズニーツムツムの ニット＆クロシェ
- 戦艦大和
- パンサー戦車をつくる
- 零戦 五二型
(2018年1月17日創刊/全140号予定)
- ピーターラビット™ キルト
- エアファイター コレクション
(2018年5月23日創刊/全125号予定)
- 学習ロボットをつくる
- 本物の貨幣コレクション
(2018年8月29日創刊/全210号予定)
- ル・マン24時間レースカーコレクション
(2018年9月26日創刊/全75号)
- 週刊 トヨタセリカLB 2000GT
(2019年1月9日創刊/全110号予定)
- はじめてのレザークラフト
(2019年1月30日創刊/全100号予定)
- 宇宙戦艦ヤマト
(2019年1月30日創刊/全170号予定)
- 樹脂粘土でつくる ミニチュアフード
- 歌舞伎特選DVDコレクション
(2019年8月28日創刊/全100号予定)
- ディズニー ゴールデン・ブックコレクション
　(2019年9月18日創刊/全200号予定)
- 陸上自衛隊74式戦車をつくる
(2020年1月8日創刊/全160号予定)
- はじめてのレース編み
(2020年1月8日創刊/全120号予定)
- 超時空要塞マクロスVF-1 VALKYRIE VF-1 バルキリー
- 週刊ディズニー ドールハウス
(2020年2月12日創刊/全120号予定)
- 懐かしの商用車コレクション
(2020年8月26日創刊/全110号予定)
- はじめての立体刺しゅう
(2020年8月26日創刊/全80号予定)
- ブルートレイン3車両をつくる
(2020年9月9日創刊/全120号予定)
- かぎ針で編む立体花モチーフ
(2020年12月16日創刊/全120号予定)
- やさしいアロマ生活
(2021年1月13日創刊/全100号予定)
- はじめての刺し子
(2021年1月27日創刊/全80号予定)
- 西部警察MACHINE RS-1 ダイキャストギミックモデルをつくる
(2021年2月3日創刊/全100号予定)
- 鉄の城 マジンガーＺ 巨大メタル・ギミックモデルをつくる
(2021年2月24日創刊/全100号予定)
- ランボルギーニミウラをつくる
(2021年8月11日創刊/全100号予定)
- しあわせを願うつるし飾り
(2021年8月25日創刊/全80号予定)
- ウルトラセブンポインターをつくる
(2021年9月29日創刊/全100号予定)
- 国産名車プレミアムコレクション
(2021年12月8日創刊/全80号予定)
- はじめてのディズニー クロスステッチ
(2022年1月5日創刊/全115号予定)
- 西洋・東洋占術のすべて 占いの世界 改訂版
(2022年1月5日創刊/全120号予定)
- TOYOTA2000GT ダイキャストギミックモデルをつくる
(2022年1月12日創刊/全100号予定)
- マーベル グラフィックノベル・コレクション
　(2022年1月26日創刊/全100号予定)
- ENJOY! OUTDOOR
(2022年5月18日創刊/全100号予定)
- 恋愛小説の世界 名作ブックコレクション
(2022年8月24日創刊/全80号予定)
- 空母 赤城 ダイキャストギミックモデルをつくる(2022年9月21日創刊/全110号予定)[1]
- ピーターラビットの世界 イングリッシュガーデン＆ハウス(2022年10月12日創刊/全130号予定)[2]
- スバル360をつくる(2022年12月14日創刊/全90号予定)
- 鷲沢玲子のはじめてのホワイトキルト(2023年1月4日創刊/全100号予定)
- ウォーハンマー40,000:IMPERIUM(2023年1月11日創刊/全90号予定)
- 江戸川乱歩とミステリーの世界(2023年2月15日創刊/全100号予定)
- 週刊 エイリアン ゼノモーフをつくる(2023年2月22日創刊/全100号予定)
- 週刊 ランチア ストラトスをつくる(2023年2月22日創刊/全110号予定)
- THE TERMINATOR T-800をつくる(2023年5月31日創刊/全120号予定)
- 聯合艦隊旗艦 戦艦武蔵 ダイキャストギミックモデルをつくる(2024年8月16日創刊/全125号予定)
- 西部警察DVDコレクション(2024年12月26日創刊)